# Aliança Socialista de Guinea
L'Aliança Socialista de Guinea (portuguès: Aliança Socialista da Guiné, APG) va ser un partit polític a Guinea Bissau.

## Història
El partit va ser creat per Fernando Gomes en 2000. En 2004 es va unir a la Aliança Popular Unida per tal de participar en les eleccions legislatives de Guinea Bissau de 2004. L'Aliança va rebre 1,36% dels vots i va obtenir un sol escó, ocupat per Gomes.
L'Aliança Popular Unida es va dissoldre a la fi de 2004 i Gomes va sortir de l'APG per unir-se al Partit Africà per la Independència de Guinea i Cap Verd.
L'ASG va donar suport al cop militar de 2012.